# Giuseppe Alberigo
Giuseppe Alberigo (Cuasso al Monte, 21 gennaio 1926 – Bologna, 15 giugno 2007) è stato uno storico italiano specializzato in storia della Chiesa.

## Biografia
Laureato in Giurisprudenza, studiò alla scuola dello storico tedesco Hubert Jedin, poi di Delio Cantimori a Firenze; suo maestro di teologia e spiritualità fu il giurista, vicario diocesano e monaco don Giuseppe Dossetti.
Tra i fondatori della facoltà di scienze politiche dell'Università di Bologna, vi fu professore di storia della Chiesa e fu a lungo direttore dell'Istituto per le scienze religiose di via San Vitale, fondato da Giuseppe Dossetti.
La sua opera più importante fu la direzione dell'iniziativa editoriale Storia del Concilio Vaticano II, ma il suo carattere progressista non ha avuto unanime accoglienza in ambito cattolico, con recensioni critiche apparse su l'Osservatore Romano. L'opera di Giuseppe Alberigo e della "Scuola di Bologna" è criticata perché sostiene l'ermeneutica della discontinuità, un canone interpretativo del Concilio Vaticano II, che lo considera un evento cruciale che segna una svolta nella storia della Chiesa cattolica.
Successivamente alla presentazione del disegno di legge sui "Diritti e doveri delle persone stabilmente conviventi" DICO presentato dai ministri Rosy Bindi e Barbara Pollastrini e alle critiche venute dalle gerarchie ecclesiastiche, il 13 febbraio 2007 promosse un appello pubblico in cui invitava la Conferenza Episcopale Italiana a non intervenire con una nota ufficiale che imponesse un voto ai politici cattolici italiani, che in pochi giorni fu sottoscritta da più di 8.000 persone su diverse decine di milioni cattolici italiani. Nessun disegno di legge è stato approvato in tal senso.
Il 20 aprile 2007, durante il ricovero al policlinico Malpighi, i famigliari di Alberigo vennero informati dal prefetto di Bologna Vincenzo Grimaldi che il presidente della Repubblica Giorgio Napolitano gli aveva conferito l'onorificenza di cavaliere di gran croce dell'ordine al merito della Repubblica italiana.

## Opere
Monografie:
- I vescovi italiani al Concilio di Trento (1545-1547), Sansoni, Firenze 1959
- Lo sviluppo della dottrina sui poteri nella Chiesa universale. Momenti essenziali tra il XVI e il XIX secolo, Herder, Roma 1964
- Cardinalato e collegialità. Studi sull’ecclesiologia tra l’XI e il XIV secolo, Vallecchi, Firenze 1969
- La riforma protestante. Origini e cause, Queriniana, Brescia 1977
- Chiesa conciliare. Identità e significato del conciliarismo, Vallecchi, Brescia 1981
- La Chiesa nella storia, Paideia, Brescia 1988
- Il cristianesimo in Italia, Laterza, Roma-Bari 1989, 1997 (2ª ed.)
- Nostalgie di unità. Saggi di storia dell’ecumenismo, Marietti, Genova 1989
- Karl Borromäus: geschichtliche Sensibilität und pastorales Engagement, Münster 1995
- Chiesa santa e peccatrice, Qiqajon, Bose 1997
- Dalla Laguna al Tevere. Angelo Giuseppe Roncalli da San Marco a San Pietro, Il Mulino, Bologna 2000
- Papa Giovanni (1881-1963), edizioni EDB, 2000 (riedito come Vita di papa Giovanni: biografia di un pontefice, EDB, Bologna 2013)
- Breve storia del Concilio Vaticano II (1959-1965), Bologna 2005, 2012 (2ª ed.)
- Transizione epocale. Studi sul Concilio Vaticano II, Il Mulino, Bologna 2009

Curatele:
- Storia dei concili ecumenici, Editrice Queriniana, 1990
- L’«officina bolognese», 1953-2003, EDB, Bologna 2004
- Sinodi e liturgia, nr. monografico di «Cristianesimo nella storia», 2007, 1

Direzioni:
- Storia del Concilio Vaticano II, diretta da G. Alberigo, 5 voll., Bologna 1995-2001